# Holocausto en Rumanía
El holocausto en Rumanía incluyó el exterminio de una proporción notable de sus minorías judía y gitana durante la dictadura del mariscal Ion Antonescu en la Segunda Guerra Mundial.
De los ciento cincuenta mil deportados a Transnistria, solo sobrevivieron cincuenta mil. Además, otros cien mil nativos de Transnistria murieron durante el periodo de administración rumana.

## Antecedentes

### Antisemitismo moderno
El antisemitismo ha sido una de las características de la historia moderna rumana y se reflejó en la vida social, económica e intelectual del país. Faceta integral del nacionalismo rumano moderno, sirvió como aglutinador de la población rumana y sobrevivió a la unificación de territorios y a la independencia proclamada durante el siglo XIX. Ya a mediados de este siglo, se había extendido la creencia de que los judíos formaban parte de una conspiración internacional que tenía por objetivo la destrucción del Estado rumano. Hasta 1923, la aristocracia y la burguesía rumanas bloquearon todo intento de asimilación de la población hebrea y la concesión de derechos civiles. A pesar de la formación occidental humanista y liberal de gran parte de la clase gobernante rumana, el antisemitismo se hallaba ampliamente extendido entre sus miembros.

### Crisis europea y empeoramiento de la situación
La Constitución rumana de 1923, aprobada por presión de las potencias Aliadas, otorgó la ciudadanía rumana a la mayoría de las minorías del país. Algunas organizaciones antisemitas, como la LANC o la Guardia de Hierro, se opusieron a la concesión de derechos a la población judía. En enero y febrero de 1938, durante el breve Gobierno de Octavian Goga, este y el rey Carol II aprobaron una serie de leyes que limitaban los derechos obtenidos por los ciudadanos judíos en 1923. Poco después se proclamó la dictadura rea, durante la que la Guardia sufrió una dura persecución. En 1940 y coincidiendo con el debilitamiento de las potencias occidentales y las victorias del Eje, sin embargo, Carol se apresuró a reconciliarse con la Guardia y permitirle entrar en el Consejo de Ministros.
La situación de la población judía rumana empeoró notablemente según el país fue estrechando sus lazos con Alemania en el verano de 1940. El Gobierno filogermano de Ion Gigurtu aprobó una serie de leyes, inspiradas en las Leyes de Núremberg, que supusieron un agravamiento de su situación: el 9 de julio expulsó a los funcionarios judíos de la Administración y el 8 de agosto privó a toda la comunidad de sus derechos civiles y políticos. Este último distinguía entre rumanos «de sangre» y ciudadanos rumanos. Dividió a los ciudadanos judíos en tres categorías: los asentados después del 30 de diciembre de 1918 —los más discriminados—; los veteranos de guerra, huérfanos de soldados y naturalizados antes de esa fecha; y los que habían obtenido la nacionalidad en 1919. A las categorías primera y tercera, las más numerosas, se les aplicaron una amplia lista de prohibiciones que incluían la imposibilidad de trabajar para el Estado, desarrollar una carrera militar, comprar propiedades o dedicarse a ciertas profesiones.
Durante la cesión forzosa de Besarabia y del norte de Bucovina a la URSS en junio de 1940, se produjeron diversos pogromos en el sur de Bucovina y en el norte de Moldavia. El principal fue el de Dorohoi, que perpetraron soldados rumanos en retirada del norte de la provincia el 1 de julio. Los oficiales del 3.er Regimiento de Guardafronteras aprovecharon el entierro de un soldado judío asesinado por los soviéticos para atacar a los congregados y matar a cincuenta y dos personas, entre ellas varias mujeres y niños. Otras tropas asaltaron y saquearon varias viviendas judías, donde violaron a varias mujeres. Gitanos locales participaron en los saqueos, que detuvo finalmente el general Sănătescu. En total, alrededor de doscientas personas fallecieron en los ataques en Dorohoi.

## El Estado nacional-legionario
La situación empeoró aún más con el establecimiento de la dictadura de coalición entre el general Ion Antonescu y la Guardia de Hierro en septiembre de 1940. El general deseaba eliminar la influencia económica judía —y extranjera— y sustituirla por una clase media cristiana, mientras que la Guardia aprovechó la ocasión para dar rienda suelta a su violento antisemitismo. Para entonces y tras la cesión del norte de Transilvania a Hungría por el Segundo arbitraje de Viena, los 756 930 judíos que residían en el país en 1930 se habían reducido a unos 600 000.
A pesar de su hostilidad al anterior régimen real Antonescu no solo no abrogó el decreto antisemita del verano de 1940, sino que lo utilizó como base de sus propios decretos antijudíos y amplió la definición de quién se consideraba hebreo. Una serie de decretos oficiales privaron a la población judía de sus propiedades durante el invierno de 1940 y la primavera de 1941: el 4 de octubre de 1940 perdieron sus propiedades en el campo, el 17 de noviembre, sus bosques, el 4 de diciembre, sus barcos fluviales y el 28 de marzo de 1941, sus propiedades urbanas. Estas leyes impidieron que los judíos tuviesen propiedades en el campo y, junto con su deportación a las ciudades, los expulsó del agro. El 16 de noviembre, se promulgó un decreto que exigía la rumanización del personal de los negocios privados, la industria y las organizaciones sin ánimo de lucro, que debía completarse a finales del año siguiente. La medida, sin embargo, resultó un fracaso por la imposibilidad de sustituir a los expertos judíos. El plan gubernamental era el de sustituir a los judíos en la industria y el comercio de forma gradual, comenzando con el control de las empresas, para lo que se crearon las «comisiones de rumanización».
La dictadura prohibió asimismo los matrimonios de judíos con otros rumanos y la conversión al cristianismo.

## La dictadura militar y la guerra con la URSS
Si bien la mayoría de las medidas antisemitas antes de la entrada de Rumanía en la guerra en junio de 1941 fueron principalmente económicas salvo por las atrocidades de la Guardia, a partir de ese momento las medidas estatales cambiaron de forma. Desde el 14 de julio, los varones judíos de 18 a 50 años quedaban sujetos a un servicio de trabajo obligatorio dependiente del Estado Mayor, bien encuadrados en batallones de trabajo o en sus profesiones especializadas en caso de tenerlas.

### Las deportaciones y las primeras matanzas del periodo bélico
Las deportaciones de población judía comenzaron tras la recuperación de las provincias perdidas en junio de 1940. De los alrededor de 800 000 judíos presentes en el país en 1940, solo quedaban 315 000 a comienzos de 1941 —por las pérdidas de territorio— y 375 000 tras la recuperación de Besarabia y Bucovina. Unos 130 000 se habían retirado con las fuerzas soviéticas ante el avance rumano-alemán. Las matanzas se iniciaron con las deportaciones, ya a finales de junio. A finales de junio y por el acuerdo entre Hitler y Antonescu que desconocían las autoridades militares alemanas, los rumanos deportaron a Transnistria, aún bajo control alemán, a unos treinta mil judíos. Los mandos alemanes devolvieron a los judíos, no sin que antes unidades de seguridad alemanas al mando de un oficial de las SS asesinasen a unos veinte mil.
Una vez asegurada la administración rumana de Transnistria —por el acuerdo de Tighina del 30 de agosto—, las autoridades trataron de deportar a la población judía de Bucovina y Besarabia a este territorio. La población judía debía quedar confinada en campos de concentración y ser utilizada como mano de obra en batallones de trabajo. Más tarde, el acuerdo estipulaba que los judíos serían deportados a la zona alemana, una vez que esta dejase de estar cerca del frente. El Einsatzgruppe D que se encargaba del asesinato de la población judía de la zona no podía encargarse aún de los miles de judíos rumanos. Las atroces condiciones en las que se mantuvo a estas personas y las numerosas matanzas causaron miles de víctimas. Solo la falta de sistema en la represión rumana permitió la supervivencia de miles de los deportados. A finales del otoño, en Bucovina solo quedaban veinte mil judíos, concentrados en el gueto de Cernăuţi, mientras que en Besarabia apenas quedaban unos centenares. El resto, unos ciento cincuenta mil, había sido expulsado a Trasnistria, donde solo sobrevivió un tercio de ellos. Otros cien mil nativos de la región murieron durante el periodo de administración rumana.

### Situación en Transnistria
En Odesa, se produjo una  gran matanza en octubre de 1941, como respuesta a la voladura soviética del cuartel general rumano en la ciudad. El 23 de octubre, alrededor de veintidós mil judíos fueron asesinados a tiros, quemados vivos o volados en pedazos por el fuerzas rumanas en las afueras de la ciudad; entre el 18 y el 26 del mismo mes, al menos otros tres mil fueron muertos a tiros o ahorcados en el resto de la urbe.
En el distrito de Golta, otros setenta mil judíos fueron asesinados entre el 23 de diciembre de 1941 y el 8 de enero de 1942. Se calcula que unos sesenta y cinco mil más fueron expulsados de Odesa y la mayoría murió; al menos veintiocho mil quinientos de estos fueron asesinados por unidades de las SS formadas por la minoría alemana local. Durante el duro invierno de 1941-1942, entre sesenta y setenta mil judíos más, rumanos y ucranianos, murieron de tifus, hambre y frío el los campos y guetos de Transnistria.
Los deportados se hallaban recluidos en tres campos a orillas del Bug: Bogdanovca, Domanovca y Acmecetca. El primero lo formaban los cuarenta establos del antiguo sovjoz local repartidos en un kilómetro cuadrado, en el que se hacinaban unos cuarenta y ocho mil judíos, la mayoría de Odesa, salvo unos siete mil, que provenían del sur de Besarabia. En Domanovca se encontraban otros dieciocho mil, que habían llegado del sur de Transnistria y de Besarabia. En Acmecetca, situado a medio camino entre los dos campos anteriores y formado por cuatro pocilgas y un largo almacén sin puertas ni ventanas donde se colocó a los niños encerrados sin sus padres, se encontraban otros cuatro mil presos, aquellos considerados incapaces de trabajar. El gobernador del distrito envió a un miembro del servicio secreto (SSI) con órdenes verbales para que comenzase el asesinato de los reclusos y la posterior quema de sus cadáveres. Los gendarmes rumanos, auxiliados por un grupo de ucranianos y otros voluntarios locales, encerraron a cuatro mil personas —enfermos, inválidos y huérfanos— en dos establos y los quemaron vivos el 21 de diciembre. Los supervivientes fueron trasladados a un barranco cercano al Bug, se les ordenó que se desnudasen y se los asesinó de un tiro en el cuello. De vez en cuando, los verdugos arrojaban granadas al barranco para acabar con los posibles supervivientes. La matanza continuó hasta la noche del 24 de diciembre, cuando se detuvo para que los perpetradores pudiesen celebrar la Navidad. Los asesinatos se retomaron el 28 del mes y concluyeron el 31, justo a tiempo para que los participantes pudiesen participar en las fiestas de año nuevo. En la primera fase, unas treinta mil personas perdieron la vida, mientras que en la segunda otras once mil fueron asesinadas. Los gendarmes seleccionaron a doscientos supervivientes para deshacerse de los cadáveres, pero acabaron asesinando a unos ciento cincuenta de ellos. Este grupo trabajo hasta la extenuación durante dos meses, enero y febrero, para incinerar los cadáveres de los judíos asesinados.
Una vez aniquilados los internos de Bogdanovka, el mismo grupo pasó al campo de Domanovca. En Acmecetca se decidió no fusilar a los prisioneros, sino cercar el campo con alambre de espino y dejarlos morir de hambre.
En mitad de la batalla de Stalingrado, el 7 de diciembre de 1942, Antonescu promulgó la orden 2927, que cambió la política de exterminio de los judíos de la región por la de trabajos forzados. Los supervivientes entre los doce y los sesenta años quedaban obligados a trabajar para el Ejército rumano en sus especialidades u oficios. Aunque esta decisión no acabó por completo con las matanzas, las redujo notablemente.

### El exterminio en Polonia
El régimen no participó, sin embargo, en las deportaciones masivas a los campos de exterminio en la Polonia ocupada. Al comienzo mostró su disposición a participar en ellas y a comenzar los transportes en septiembre de 1942 desde el Banato y Transilvania, pero las deportaciones se detuvieron en diciembre. Coincidiendo con las victorias alemanas en el frente soviético, Antonescu se había mostrado dispuesto a aceptar la deportación de los judíos rumanos a los campos de exterminio. A mediados de agosto, el Ministerio de Exteriores alemán había acordado comenzar las deportaciones en el sur de Transilvania, a las que Mihai Antonescu había accedido por escrito. Los convoyes de dos mil personas por tren debían comenzar a circular hacia Polonia el 10 de septiembre. Antonescu ordenó al Ministerio del Interior que realizase exhaustivos preparativos para que las expulsiones se llevasen a cabo según las instrucciones de su vice primer ministro.
A finales de septiembre, las autoridades ferroviarias alemanas trataron de coordinarse con las rumanas para preparar el transporte de doscientos ochenta mil personas al campo de exterminio de Bełżec, el más cercano a la frontera rumana. Para entonces, sin embargo, el Gobierno rumano había decidido anular las deportaciones, que no tuvieron lugar. Antonescu cambió de idea en los primeros diez días de septiembre, probablemente influido por las presiones estadounidenses, las de la corte, la oposición de los partidos políticos tradicionales y el hecho de que Hungría no había deportado a su población judía. Otros autores consideran que la motivación fue el deterioro de la situación militar y el consiguiente deseo de alcanzar un acuerdo con los Aliados occidentales. A partir de entonces, el mariscal resistió las insistentes presiones alemanas para deportar a los judíos rumanos a Polonia, lo que evitó el exterminio en los territorios del antiguo reino y el sur de Transilvania.
El mismo mes, Antonescu propuso un plan para facilitar la emigración a Palestina de ochenta mil judíos, al que los alemanes se opusieron. El plan revivió en el verano de 1944, pero demasiado tarde para que pudiese llevarse a cabo por la pérdida del poder del mariscal. Miles de supervivientes de las deportaciones pudieron regresar a Rumanía, y algunos emigrar a Palestina, en 1944.

## Consecuencias
De los seiscientos mil judíos que vivían en Rumanía en el otoño de 1940, solo alrededor de la mitad sobrevivieron a la guerra. De los deportados de Bucovina y Besarabia, al menos la mitad perecieron. Las matanzas que sufrieron en la Transnistria bajo administración rumana se extendieron también a la población judía local.
Aunque la situación de la comunidad en el resto de regiones rumanas (Valaquia, Moldavia, Dobruja, el Banato rumano y el sur de Transilvania) la situación era mejor, ello no impidió que miles de hebreos de estas también fuesen deportados a Transnistria o a campos de trabajo y sufriesen los efectos de duras leyes discriminatorias.